# Bachórz

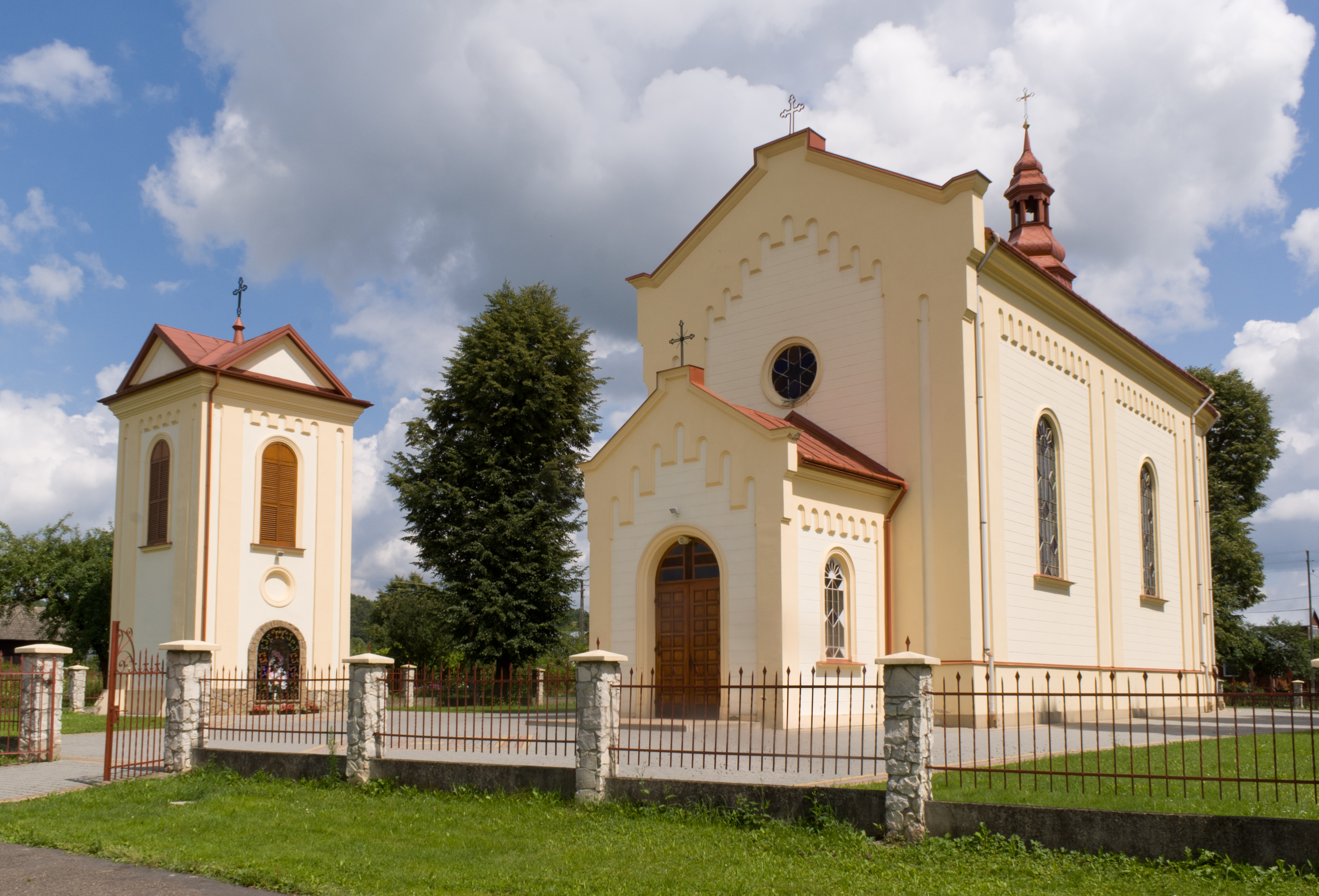
Kościół św. Wojciecha w Bachórzu

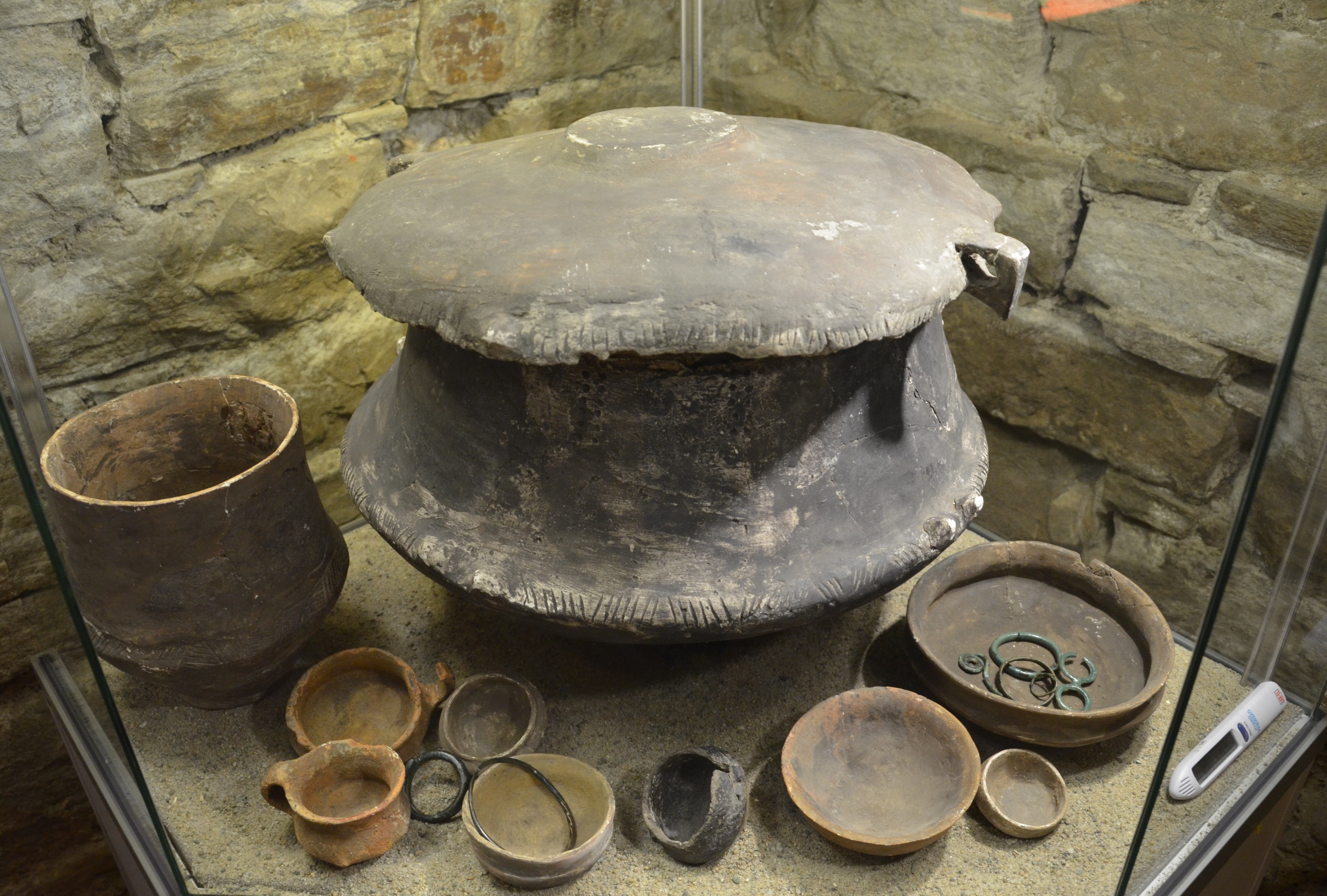
Zabytki z V okresu kultury łużyckiej (900-700 l. p.n.e.) wydobyte w latach 40. na stanowisku Bachórz-Chodorówka, ekspozycja stała działu archeologicznego Muzeum Historycznego w Sanoku (2016)

Bachórz – wieś w Polsce położona w województwie podkarpackim, w powiecie rzeszowskim, w gminie Dynów.
W latach 1954–1972 wieś należała i była siedzibą władz gromady Bachorz. W latach 1975–1998 miejscowość administracyjnie należała do województwa przemyskiego.
Przez wieś przebiega droga wojewódzka nr 884.
We wsi jest stacja kolei wąskotorowej Bachórz.

## Części wsi
| SIMC    | Nazwa      | Rodzaj    |
| ------- | ---------- | --------- |
| 0601219 | Chodorówka | część wsi |
| 0601225 | Kolonia    | część wsi |

## Historia
W miejscu Bachórza znajdowało się osiedle wczesnosłowiańskie z kultury praskiej z V-VI w. W średniowieczu istniał tu dwór Kmitów. Wieś lokowana w XIV wieku w dobrach należących do Kmitów. W 1436 roku Jan Goligyan w imieniu żony Małgorzaty Kmity wystąpił do sądu grodzkiego w Sanoku przeciw Mikołajowi Kmicie kasztelanowi przemyskiemu, który zajął gwałtem dobra ojczyste Małgorzaty Goligyan, przypadłe jej po zmarłym bracie Janie Kmicie i jego dzieciach z Bachórza, tj. zamek Sobień z wsiami doń należącymi Olszanica, Myczkowce, Rajskie i inne. Spór ten trwał do 1441 roku, gdy doszło do ugody między Małgorzatą, a jej stryjem Mikołajem Kmitą z Wiśnicza, kasztelanem przemyskim. Małgorzata była wtedy żoną Mościca z Wielkiego Koźmina. A dzieci jej brata Jana Kmity mieszkały w dworku w Bachórzu. W 1541 roku Piotr Kmita zapisał żonie swej Barbarze z Felsztyna, córce Jana Herburta 5000 złotych na dobrach Bachórz i przynależnych, Myczkowcach i innych wsiach w okolicy.
W Bachórzu znajdowała się jedna z dwóch znaczących siedzib rodu Krasickich: pierwsza to pobliskie Dubiecko, gdzie urodził się i wychowywał w pierwszych latach swego życia Ignacy Krasicki, drugi to przebudowany po Kmitach, dwór w Bachórzu.
W połowie XIX wieku właścicielem posiadłości tabularnej w Bachorzu był Władysław Skrzyński. Później właścicielem dóbr Bachórz był Zdzisław Skrzyński (zm. 1927). Ostatnim właścicielem Bachórza do 1944 roku był hr. Marcin Krasicki.

## Archeologia
Na terenie przysiółka Chodorówka, stanowiącego obecnie część Bachórza, odkryto w 1940 roku podczas prac ziemnych w związku z budowanym tam przez Niemców lotniskiem, wielokulturowe stanowisko archeologiczne datowane od epoki brązu do wczesnego średniowiecza. W tymże roku zapoczątkowano planowe badania wykopaliskowe dla muzeum w Sanoku. Już w 1941 roku odkryto 30 grobów. Od 1942 roku badania na tym stanowisku prowadził prof. dr Rudolf Jamka z ramienia Ostinstitutu pod kierunkiem Wernera Radiga, któremu towarzyszyła Iryna Dobrianska. Zgromadzone zabytki znajdują się w muzeach archeologicznych w Krakowie i Jarosławiu. Obecnie jest to największe w Polsce, systematycznie badane osiedle wczesnosłowiańskie kultury praskiej przez profesora Michała Parczewskiego.

## Warto zobaczyć
- zabytkowy Grobowiec Skrzyńskich w Bachórzu, w tzw. Dębinie
- dworzec kolejki wąskotorowej w zespole kolejki wąskotorowej Przeworsk-Dynów
- barokowy kościół św. Wojciecha (1872–1873) ufundowany przez Wandę Ostrowską